# Gramma brasiliensis
Gramma brasiliensis is een straalvinnige vissensoort uit de familie van de feeënbaarzen (Grammatidae). De wetenschappelijke naam van de soort is voor het eerst geldig gepubliceerd in 1998 door Sazima, Gasparini & Moura.